# Bug!
Bug! ist ein Jump-’n’-Run-Computerspiel, das als Side-Scroller abläuft. Es war eines der ersten 3D-Jump-’n’-Runs. Es wurde vom Unternehmen Realtime Associates entwickelt und erstmals 1995 vom Unternehmen Sega für Sega Saturn veröffentlicht. 1996 erschien eine Version von Bug! für Microsoft Windows 3.1 und Windows 95. Noch im selben Jahr kam die Fortsetzung Bug Too! heraus, die ebenfalls zuerst für die Sega Saturn veröffentlicht und später auf Windows 95 portiert wurde.

## Hintergrund
Die Hintergrundgeschichte dreht sich um die Titelfigur Bug!, einen berühmten Hollywoodstar, der seinen größten Durchbruch feiern möchte. Die Spieler übernehmen die Kontrolle kurz nachdem Bug! einen Vertrag für eine Titelrolle in einem Actionfilm unterzeichnet hat, bei dem seine Freundin von Queen Cadavra entführt wurde und er auszieht, um sie zu retten. Das Gameplay findet am Filmset jeder Szene statt und Cutscenes zwischen den Leveln zeigen, wie Bug! von einem zum anderen Filmset gelangt.

## Spielverlauf
Bug! wird wie ein traditionelles Side-Scroller-Adventure-Spiel gespielt. In der gleichen Weise wie bei Sonic the Hedgehog (gegen den Bug! in einem der Bonuslevel ein Rennen absolvieren muss) hüpft Bug! durch umfangreiche Level und sammelt Power-ups auf, wobei er die Köpfe seiner Feinde sticht, um sie zu bekämpfen. Die Besonderheit von Bug! sind die 3D-Levels, welche aus der Seitenansicht aufgenommen sind und sie verändern. Bug! kann an vertikalen Oberflächen seitwärts hochlaufen und sogar kopfüber laufen. Jedes Levelset, das von leuchtenden grünen Grasflächen bis zu tiefroten Wüstenleveln reicht, hat ein individuelles Look and Feel.

## Rezeption
Bug! fand Zuspruch bei den Spielekritikern. Das Game Informer Magazin, vergab eine "excellent" Bewertung von 9 von 10, ebenso wie Electric Playground und von Electronic Gaming Monthly erhielt es 8 von 10. Das Sega Saturn Magazine verteilte 5 von 5 Sternen und lobte den Umfang des Spieles, den hohen Schwierigkeitsgrad und die staunenswerte Grafik. Jedoch erhielt das Spiel von Next Generation nur 3 von 5 Sternen, wobei bemängelt wurde, dass das Spiel „das 2D-Gameplay direkt nach 3D umgesetzt hat.“ GameSpot bewertete die PC-Version mit 6 von 10 Punkten, nannte es „visuell erstaunlich“ und lobte das „schnelle und responsive“ Gameplay, kritisierte aber, dass das Spiel „in einem ermüdeten Genre […] kein neues Terrain erkundet“.